# Adaptives Materialdesign
Adaptives Materialdesign in der Materialwissenschaft beinhaltet die Selektion von zu testenden Materialien anhand intelligenter Kriterien. Damit steht adaptives Materialdesign im Gegensatz zur Methode des Hochdurchsatz-Screenings, welche die automatisierte Durchmusterung einer großen Zahl von Proben zur Identifizierung von Proben mit gewünschten Eigenschaften beinhaltet.

## Funktionsweise
Beim Adaptiven Materialdesign handelt es sich um eine von Künstlicher Intelligenz (KI) gestützte Methode der Materialinformatik. Dabei wird versucht, ein Material mit bestimmten Materialeigenschaften zu entwickeln. Es wird ein KI-Modell trainiert, welches die Materialeigenschaften der Materialien, die untersucht werden sollen, vorhersagt. Auf dieser Basis werden diejenigen Material für experimentelle Validierungen identifiziert, die mutmaßlich die gewünschten Eigenschaften aufweisen. Um zu bestimmen, welche Materialien in dieser Hinsicht am erfolgversprechenden sind, werden in der Regel die Metriken der erwarteten Verbesserungen und der Unsicherheiten des KI-Modells verwendet. Nach dem Experiment werden die Ergebnisse wieder in das KI-Modell zurückgegeben, es neu trainiert und das nächste Material wird ausgewählt. Diese Feedback-Schleife wird so lange wiederholt, bis die angestrebte Materialeigenschaft erreicht ist.
Dieses Verfahren wird besonders häufig mit KI-Ansätzen verwendet, die durch die einzelnen Experimente besonders stark beeinflusst werden, wie die Bayes’sche Optimierung.